# Partidul Republican (România)
Partidul Republican (PR) a fost un partid politic din România. S-a format în 18 mai 2005. Partidul s-a autodizolvat în anul 2008 în urma hotărârii judecătorești definitive 28038/3/2007, acțiune intentată de Parchetul București și întemeiată pe legea partidelor politice.